# Peter Ludlow (1er comte Ludlow)
Peter Ludlow, 1er comte Ludlow (21 avril 1730 - 26 octobre 1803), connu sous le nom de Lord Ludlow entre 1755 et 1760, est un homme politique britannique. Il est contrôleur de la Maison de 1782 à 1784.

## Biographie
Il est le fils de Peter Ludlow et de Mary, fille de John Preston, d'Ardsalla, comté de Meath (des vicomtes Gormanston). Il est le petit-fils de Stephen Ludlow, qui représente plusieurs circonscriptions à la Chambre des communes irlandaise, et l'arrière-petit-fils de Henry Ludlow, frère du général parlementaire Edmond Ludlow.
En 1755, alors âgé de 25 ans à peine, il est élevé à la Pairie d'Irlande sous le nom de baron Ludlow, d’Ardsalla, dans le comté de Meath. Cinq ans plus tard, il est nommé vicomte Preston d'Ardsalla dans le comté de Meath et comte Ludlow dans la pairie irlandaise. Comme il ne s'agit pas de pairies anglaises, il peut toujours se porter candidat à l'élection à la Chambre des communes et, en 1768, il est élu pour le Huntingdonshire, un siège qu'il occupe pendant 28 ans. En 1782, il est admis au Conseil privé et nommé contrôleur de la Maison, poste qu'il occupe jusqu'en 1784.

## Famille
Lord Ludlow épouse Frances, fille aînée de Thomas Lumley-Saunderson (3e comte de Scarbrough), en 1753. Ils ont deux fils et quatre filles. Ils vivent au manoir Great Staughton à Huntingdonshire.
Il meurt en octobre 1803, à l'âge de 73 ans. Son fils aîné, Auguste, lui succède au comté. Le deuxième fils de Ludlow, George Ludlow (3e comte Ludlow), le troisième comte, est un général de l'armée britannique.